# Mandjelia
Genre
Mandjelia est un genre d'araignées mygalomorphes de la famille des Barychelidae.

## Distribution
Les espèces de ce genre se rencontrent en Australie et en Nouvelle-Calédonie.

## Liste des espèces
Selon World Spider Catalog (version 14.0, 2013) :
- Mandjelia anzses Raven & Churchill, 1994
- Mandjelia banksi Raven & Churchill, 1994
- Mandjelia brassi Raven & Churchill, 1994
- Mandjelia colemani Raven & Churchill, 1994
- Mandjelia commoni Raven & Churchill, 1994
- Mandjelia exasperans Raven & Churchill, 1994
- Mandjelia fleckeri Raven & Churchill, 1994
- Mandjelia galmarra Raven & Churchill, 1994
- Mandjelia humphreysi Raven & Churchill, 1994
- Mandjelia iwupataka Raven & Churchill, 1994
- Mandjelia macgregori Raven & Churchill, 1994
- Mandjelia madura Raven & Churchill, 1994
- Mandjelia mccrackeni Raven & Churchill, 1994
- Mandjelia nuganuga Raven & Churchill, 1994
- Mandjelia oenpelli Raven & Churchill, 1994
- Mandjelia paluma Raven & Churchill, 1994
- Mandjelia platnicki Raven, 1994
- Mandjelia qantas Raven & Churchill, 1994
- Mandjelia rejae Raven & Churchill, 1994
- Mandjelia thorelli (Raven, 1990)
- Mandjelia wooroonooran Raven & Churchill, 1994
- Mandjelia wyandotte Raven & Churchill, 1994
- Mandjelia yuccabine Raven & Churchill, 1994

## Publication originale
- Raven, 1994 : Mygalomorph spiders of the Barychelidae in Australia and the Western Pacific. Memoirs of the Queensland Museum, vol. 35, no 2, p. 291-706 (texte intégral).